# Judaísmo humanístico
Judaísmo humanístico (em hebraico:  יהדות הומניסטית ,Yahdut Humanistit) é um movimento judaico que oferece uma alternativa não-teísta na vida judaica contemporânea. Ele define o judaísmo como a experiência cultural e histórica do povo judeu e encoraja judeus humanistas seculares a celebrarem sua identidade judaica através da participação em festas judaicas e eventos de ciclo de vida (como casamentos, bar e bat mitzvahs) com cerimônias inspiradas que se apoiam, mas vão para além da literatura tradicional.
Sua fundação filosófica inclui as seguintes ideias:
- Um judeu é alguém que se identifica com a história, cultura, e o futuro do povo judeu;
- Judaísmo é a cultura histórica do povo judeu, e a religião é apenas uma parte dessa cultura;
- A identidade judaica está mais bem preservada em um ambiente livre, pluralista;
- As pessoas têm o poder e a responsabilidade de moldar suas próprias vidas, independentemente de autoridade sobrenatural;
- Ética e moral deve servir as necessidades humanas, e as escolhas devem ser baseadas em consideração as conseqüências das ações ao invés de regras ou mandamentos pré-ordenados;
- História judaica, como toda a história, é uma saga humana, uma prova da importância do poder humano e da responsabilidade humana. Textos tradicionais bíblicos e outros são os produtos da atividade humana e são mais bem compreendidas pela arqueologia e outras análises científicas.
- A liberdade e dignidade do povo judeu deve ir de mãos dadas com a liberdade e a dignidade de cada ser humano.

## Origens
Na sua forma atual, o judaísmo humanístico foi fundado em 1963 pelo rabino Sherwin Wine. Como um rabino instruído através do judaísmo reformista, com uma pequena congregação secular, não-teísta em Michigan, Wine desenvolveu uma liturgia judaica que refletia seu ponto de vista filosófico de sua congregação, enfatizando a cultura judaica, história e identidade, juntamente com ética humanista, excluindo todas as orações e referências a Deus. Sua congregação desenvolveu no Templo Birmingham, agora em Farmington Hills, Michigan. Logo uma antiga congregação reformista em Illinois, bem como um grupo em Westport, Connecticut começou a acompanhá-lo.
Em 1969, estas congregações e outros se uniram organizacionalmente, sob a égide da Sociedade para Judeus Humanistas (SHJ - Society for Humanistic Judaism). A sociedade tem 10 000 membros em 30 congregações espalhadas por todo os Estados Unidos e Canadá.
O Instituto Internacional do Judaísmo Secular Humanista foi fundado em 1986. É o centro acadêmico e intelectual de judaísmo humanístico. Foi criado em Jerusalém em 1985 e, atualmente, conta com dois centros de atividade: um em Jerusalém, Israel e outra em Lincolnshire, EUA. O rabino Adam Chalom é o decano da América do Norte. O instituto oferece programas de formação profissional para porta-vozes, educadores, líderes (também conhecidos em hebraico como madrikhim/ot ou em iídiche como vegvayzer), e rabinos, além de suas publicações, seminários e colóquios públicos para leigos.